# Ампаду, Итан
Итан Кваме Ампаду (англ. Ethan Kwame Ampadu; родился 14 сентября 2000 года, в Эксетере, Англия) — валлийский футболист, защитник клуба «Лидс Юнайтед» и сборной Уэльса.

## Клубная карьера

### «Эксетер Сити»
Ампаду является выпускником академии «Эксетер Сити». 9 августа 2016 года в возрасте 15 лет 10 месяцев и 26 дней он совершил свой дебют за главную команду «Эксетер Сити» в матче Кубка Лиги с «Брентфордом». Он стал самым молодым игроком в истории клуба, побив рекорд 87-летней давности, установленный Клиффом Бастином и стал к тому же игроком матча.
16 августа 2016 года он дебютировал в чемпионате, выйдя в стартовом составе в домашнем поражении от «Кроли Таун».

### «Челси»
1 июля 2017 года Ампаду подписал контракт с лондонским «Челси». Он присоединился к местной академии.
20 сентября совершил дебют в главной команде «Челси» выйдя на замену на 55-й минуте в матче Кубка Лиги с «Ноттингем Форест». Он стал первым игроком, родившимся в 2000-е годы который сыграл за первую команду «Челси». В возрасте 17 лет и 6 дней он стал самым молодым игроком, сыгравшим за «Челси» за последние более чем 10 лет. 25 октября в матче 4 раунда Кубка Лиги против «Эвертона» впервые вышел в стартовом составе и отыграл весь матч без замены.
В сезоне 2019/20 Ампаду на правах аренды перешел в «РБ Лейпциг».
В сезоне 2020/21 перешёл на правах аренды в «Шеффилд Юнайтед».

## Международная карьера
Ампаду выступает за сборную Уэльса до 19 лет. Также он имеет право выступать за одну из этих сборных — Англия, Ирландия или Гана. Он может выступать за Уэльс, потому что его мама — валлийка. В мае 2017 года был вызван в состав главной сборной Уэльса на отборочный матч чемпионата мира против сборной Сербии, но не был включен в заявку на матч. 1 ноября снова получил вызов в сборную на товарищеские матчи с командами Франции и Панамы. Дебютировал в первой сборной 10 ноября, выйдя на замену на 63-й минуте в матче с Францией (поражение 2:0).

## Личная жизнь
Сын тренера молодежной команды «Арсенала» до 18 лет Кваме Ампаду.

## Достижения
«Челси»
- Победитель Лиги Европы УЕФА: 2018/19

«Лидс Юнайтед»
- Победитель Чемпионшипа Английской футбольной лиги: 2024/25

## Статистика выступлений
| Выступление      | Выступление      | Выступление      | Лига | Лига | Кубок страны | Кубок страны | Кубок лиги | Кубок лиги | Еврокубки | Еврокубки | Прочие | Прочие | Итого | Итого |
| Клуб             | Лига             | Сезон            | Игры | Голы | Игры         | Голы         | Игры       | Голы       | Игры      | Голы      | Игры   | Голы   | Игры  | Голы  |
| ---------------- | ---------------- | ---------------- | ---- | ---- | ------------ | ------------ | ---------- | ---------- | --------- | --------- | ------ | ------ | ----- | ----- |
| Эксетер Сити     | Лига 2           | 2016/17          | 8    | 0    | 1            | 0            | 2          | 0          | —         | —         | 2      | 0      | 13    | 0     |
| Эксетер Сити     | Итого            | Итого            | 8    | 0    | 1            | 0            | 2          | 0          | —         | —         | 2      | 0      | 13    | 0     |
| Челси            | Премьер-лига     | 2017/18          | 1    | 0    | 3            | 0            | 3          | 0          | 0         | 0         | 0      | 0      | 7     | 0     |
| Челси            | Премьер-лига     | 2018/19          | 0    | 0    | 2            | 0            | 0          | 0          | 3         | 0         | 0      | 0      | 5     | 0     |
| Челси            | Итого            | Итого            | 1    | 0    | 5            | 0            | 3          | 0          | 3         | 0         | 0      | 0      | 12    | 0     |
| → РБ Лейпциг     | Бундеслига       | 2019/20          | 2    | 0    | 1            | 0            | —          | —          | 0         | 0         | —      | —      | 3     | 0     |
| → РБ Лейпциг     | Итого            | Итого            | 2    | 0    | 1            | 0            | —          | —          | 0         | 0         | —      | —      | 3     | 0     |
| Всего за карьеру | Всего за карьеру | Всего за карьеру | 11   | 0    | 7            | 0            | 5          | 0          | 3         | 0         | 2      | 0      | 28    | 0     |